# Beddes
Beddes är en kommun i departementet Cher i regionen Centre-Val de Loire i de centrala delarna av Frankrike. Kommunen ligger  i kantonen Châteaumeillant som tillhör arrondissementet Saint-Amand-Montrond. År 2022 hade Beddes 105 invånare.

## Befolkningsutveckling
Antalet invånare i kommunen Beddes
Referens:INSEE